# HMS Reaper (D82)
Le HMS Reaper fait partie des porte-avions d'escorte de la Royal Navy pendant la Seconde Guerre mondiale. Construit aux États-Unis et transféré dans le cadre du prêt-bail, il appartient à la classe Ruler, désignation britannique de la classe Bogue. 

## Construction
Le Reaper est initialement mis sur quille au chantier de Tacoma (près de Seattle) le 5 juin 1943, c'est le dernier des 45 porte-avions d'escortes de la Bogue, de petits porte-avions rapides à construire basés sur une coque de cargo. Comme 33 autres navires de la classe, il est transféré à la Royal Navy (dans le cadre du lend-lease), transfert décidé avant son achèvement. Livré le 18 février 1944, il est transféré à un autre chantier naval, à Vancouver au Canada, où il subit les modifications pour mise aux standards de la Royal Navy. Ces modifications sont terminées le 23 mai. 

## Service

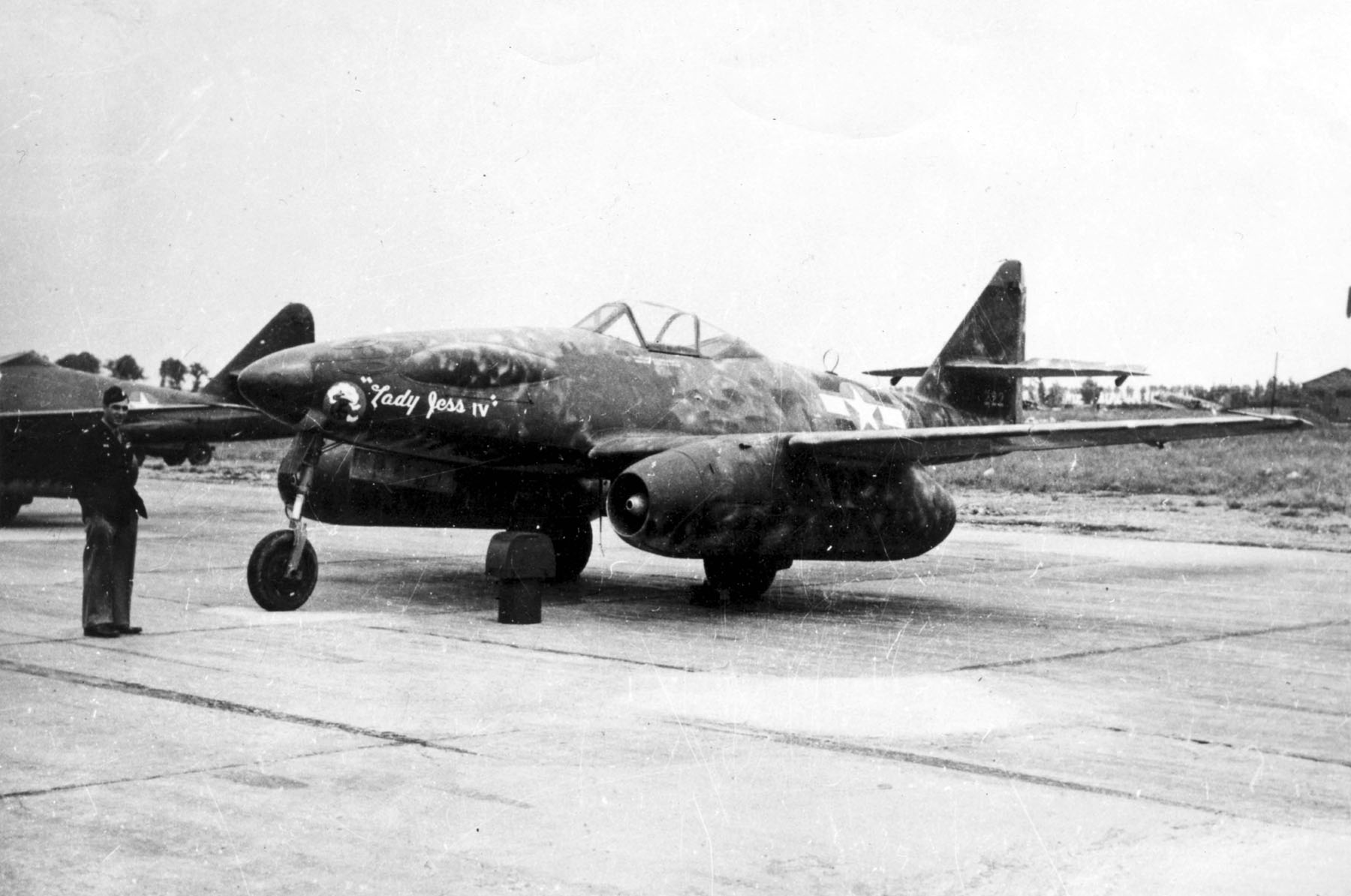
Un Me262 capturé par les Américains (notez le nose art américain).

En juin 1944, le navire part pour le Royaume-Uni. Il emporte 26 Corsair et 4 Avenger, eux aussi cédés en lend-lease. Ensuite, il quitte la Grande-Bretagne en se joignant à convoi destiné à Port-Saïd, mais s'arrête à Gibraltar pour y livrer des avions. Il effectue plusieurs voyages similaires pour transporter des avions pendant les mois suivants, y compris vers Naples après l'Opération Avalanche.  Après la capitulation allemande, le Reaper est affecté à l'opération Lusty, dont le but est de transporter vers les Etats-Unis des avions allemands, en particulier les prototypes les plus sophistiqués, pour études. A Cherbourg, il embarque 40 appareils, dont des jets Messerschmitt Me 262, un hélicoptère Doblhoff WNF 342, des bombardiers à réaction Arado Ar 234, etc. Ces appareils sont débarqués à New York, le 31 juillet. De là, le navire, désormais affecté à la British Pacific Fleet, part pour l'Australie avec une cargaison d'avions neufs. Dans le Pacifique, son rôle est à nouveau essentiellement de convoyer des avions, il rapatrie aussi, après la capitulation du Japon, des soldats néo-zélandais.

## Après la guerre

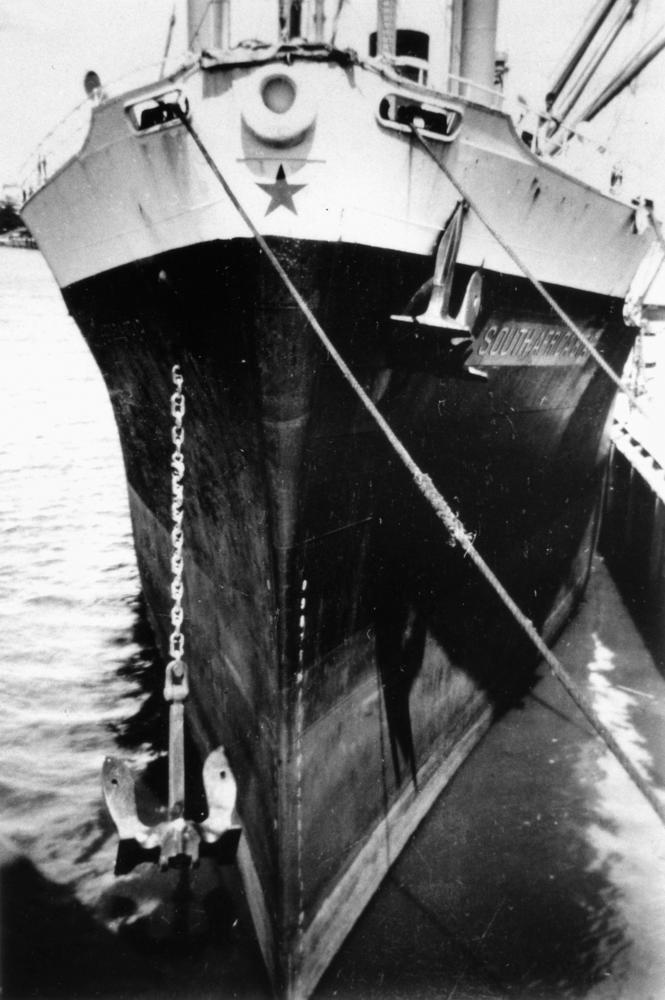
Le TSS South Africa Star en 1950.

Restitué à l'US Navy en 1946, il est mis en vente par celle-ci. Racheté par un armateur privé, il est transformé en cargo frigorifique, appelé South Africa Star. Il est finalement démoli au Japon en 1967.